# ايمانويل إكبو
ايمانويل إكبو (بالإنجليزية: Emmanuel Ekpo)‏ هو لاعب كرة قدم نيجيري في مركز الوسط، ولد في 20 ديسمبر 1987 في نيجيريا. شارك مع منتخب نيجيريا تحت 23 سنة لكرة القدم ومنتخب نيجيريا لكرة القدم. أما مع النوادي، فقد لعب مع أكوا يونايتد وإنييمبا إنترناشونال وكولومبوس كرو ونادي مولده ونادي هاوغسوند.

## وصلات خارجية
- ايمانويل إكبو على موقع اتحاد النرويج (النرويجية)
- ايمانويل إكبو على موقع الدوري الأمريكي (الإنجليزية)
- ايمانويل إكبو على موقع قاعدة بيانات كرة القدم.إي يو (الإنجليزية)
- ايمانويل إكبو على موقع Soccerway.com (الإنجليزية)
- ايمانويل إكبو على موقع أوليمبيديا (الإنجليزية)
- ايمانويل إكبو على موقع AS.com (الإسبانية)